# 大出晁
大出 晁（おおいで あきら、1926年 - 2005年2月8日）は、日本の哲学者。慶應義塾大学・創価大学名誉教授。

## 来歴
東京で蒲田病院医師・大出俊夫の子に生まれる。母の兄は児童文学作家の小出正吾。
慶應義塾大学文学部哲学専攻卒業。1952年よりパリ大学ソルボンヌ校、アンリ・ポアンカレ研究所、ベルギーのルーヴァン大学哲学研究所。1958年慶應義塾大学文学部助教授、1965年教授。慶應義塾常任理事、同図書館長、同文学部長、同大学院文学研究科委員長。1982年「論理と経験世界」で慶應義塾大学文学博士。1990年慶應大学定年退職、名誉教授、創価大学文学部教授。2001年退職、名誉教授。

## 著書
- 『わたしたちの数学の論理学 すじ道だった数学の考えかた』（牧書店） 1962
- 『日本語と論理 その有効な表現法』（講談社現代新書） 1965
- 『自然な推論のための論理学』（勁草書房） 1991
- 『パラドックスへの挑戦 ゲーデルとボーア』（岩波書店） 1991
- 『論理の探究』（慶應義塾大学出版会） 1998
- 『知識革命の系譜学 古代オリエントから17世紀科学革命まで』（岩波書店） 2004
- 『大出晁哲学論文集』（野本和幸編、慶應義塾大学出版会） 2010

## 共編著
- 『科学のなかのパラドックス』（編、ダイヤモンド社） 1970
- 『論理学』（高野守正共著、慶應義塾大学出版会） 1999

## 翻訳
- 『現代の科学哲学』（Voice of America編、坂本百大共監訳、誠信書房） 1967
- 『集合論とその論理』（ウィラード・ヴァン・オーマン・クワイン、藤村竜雄共訳、岩波書店） 1968
- 『ことばの探究 その哲学的分析』（デイヴィッド・E・クーパー、服部裕幸共訳、紀伊国屋書店） 1976
- 『ホワイトヘッドへの招待 理解のために』（ヴィクター・ロー、田中見太郎共訳、松籟社） 1982
- 『ホワイトヘッド著作集　数学入門』（松籟社） 1983年
- 『ことばと対象』（W・V・O・クワイン、宮館恵共訳、勁草書房、双書プロブレーマタ） 1984
- 『痴愚礼讃』（エラスムス、慶應義塾大学出版会） 2004

## 参考
- 野本和幸「大江晁先生を偲んで」『創価大学人文論集』第18号、創価大学人文学会、2006年3月、1-16頁、CRID 1050001337728208640、hdl:10911/2690、ISSN 09153365。[1]
- 大出晁哲学論文集 紀伊國屋書店ウェブストア